# 斯波義淳
斯波 義淳（しば よしあつ）は、室町時代中期の武将・守護大名。室町幕府9代、13代管領。越前・尾張・遠江守護。斯波氏（武衛家）7代当主。管領斯波義重の嫡男で、室町幕府前期の有力者斯波義将の孫に当たる。

## 生涯

### 第一次管領就任
応永4年（1397年）、斯波義重の嫡男として生まれる。母は不明。なお、弟の義郷・持有は、父の側室である甲斐氏の産んだ異母弟。
応永14年（1407年）11月19日、11歳の時に北山殿において武衛家の慣例により公家の儀式に准じて元服。この際に将軍義持の偏諱を受けて「義淳」を名乗り、従五位下治部大輔に任官する。応永16年（1409年）8月、13歳という年少の身であるにもかかわらずに管領に任じられた。これは当時幕閣第一の実力者であった祖父義将（道将）の意向があったと思われる。実際に管領在職中には三条坊門御所への移転などを差配しているが、その実権は祖父にあり、将軍家御教書の署名も父の義重が花押している。
やがて翌応永17年（1410年）5月7日に祖父が死去すると翌6月には管領職を解かれている。

### 武衛家当主として
応永25年（1418年）8月に父が死去したため、その後を襲って越前・尾張・遠江の守護に任ぜられ、左兵衛佐に官を進めた。以後は武衛家当主としての活動が始まり、応永27年（1420年）5月から6月にかけては当時滞京中であった朝鮮使節の宋希璟の応接を義持より命じられ、応永28年（1421年）4月に行われた国母日野西資子（光範門院）の熊野参詣では伏見稲荷においてこれを接待し、同年12月には将軍義持より命じられ田楽を沙汰するなどの動向が見られる（『看聞日記』）。
応永32年（1425年）2月に将軍義量が没すると、伏見宮貞成親王の『看聞日記』ではそれに前後して将軍家断絶を仄めかす怪異が続いたとされる。その中には武衛邸に「将軍」の銘が刻まれた兜が天から降り、義淳が将軍家を継承すると噂されたものもあったという。
義量の没後、しばらくは前将軍の義持が政務を執り行っていたが、応永35年（1428年）1月7日、俄に発病した義持は日々病状を悪化させ、毎年の恒例であった同月12日に行われる武衛邸渡御も中止となるほどであった。同月17日には危篤状態となり、義淳をはじめとして管領畠山満家ら主だった幕閣たちは、室町殿の護持僧として信任の厚かった満済のもとへ集結して後継者について協議し、ついには義持の弟達（青蓮院門跡義円・梶井門跡義承・大覚寺門跡義昭・相国寺虎山永隆）の中から籤引きによって後継者を選定する事を決した。結局、義持は明朝には死去したため、19日に石清水八幡宮にて籤引きを行った結果、青蓮院門跡であった義円が将軍家の後継者となり、還俗および元服して足利義宣、さらに義教と名を改め、室町幕府第6代将軍に就任した（実際に就任したのは正長2年）。
同年（改元して正長元年）8月、義淳は義教によって新たに飛騨大野郡小八賀と尾張丹羽郡松竹の2ヶ所を所領としてそれぞれ与えられている。

### 第二次管領就任
正長2年（1429年）8月、かねてより管領職の辞意を表明していた畠山満家の後任として、新将軍義教は義淳にその白羽の矢を立てる事となった。自身2度目の管領就任を命じられた義淳ではあったが、これを頑なに固辞する事になる。8月19日、義教は武衛家の執権である甲斐将久（常治）を御所に召し、義淳の管領就任を命じたが、これを将久より聞いた義淳は翌20日に早速満済を訪ねて、後任の管領は他の者に命ずるよう将軍に要請する旨を伝えた。翌日満済は義淳の管領辞退の旨を義教に伝えたが、義教はこれを許さず、重ねて管領就任を義淳へ命ずると同時に、再度甲斐将久を御所へ召し出して満済と共に義淳の管領就任を強く迫った。これに対して将久は「我が主君（義淳）が管領となれば正常な政治は行われず、天下に必ずや大事が起こり、それは将軍の為にもならない」と述べて前日の義淳と同じように管領就任を固辞して退出した。
想像以上の義淳の管領就任辞退に対する強い姿勢に、義教と満済は翌22日に重臣の山名時熙（常熙）・細川満久・赤松満祐の3名を召しだして意見を求めると、3名とも「なおも重ねて義淳に管領就任を命ずるべし」との答えを出した。このため義教は幕臣の伊勢貞経・大館満信を使者として義淳に管領就任を迫ったが、義淳は将久を伴って満済を訪ね、あくまでも固辞する意思を伝えて義教へのとりなしを依頼した。翌日、満済は義淳の管領辞退の旨を義教へ伝えたものの義教は諦めず、24日には三度甲斐将久と、今度は織田氏・朝倉氏の武衛家重臣の両名も御所へ召し出すと、義淳の管領就任への説得を強く命じた。しかし将久は「先日申したように主君義淳は管領の器では無く、公方様を思うが故にそのような（管領就任の）説得は出来ない」と断り、織田・朝倉の両名もこれに同意して退出してしまった。
窮した義教は「重職たる管領の人事を変更する先例など無い」と何度でも義淳を説得する決意を表し、ついには自ら武衛邸に乗り込む構えまで見せ始めるに至った。その前例の無い行為に慌てた満済は、将軍の御内書を携えて自分が武衛邸に赴いて義淳の説得に当たることにし、巳の初刻から申の刻に及ぶ長時間の問答の結果、ついに義淳は管領就任を受諾した。

将軍義教御内書（「満済准后日記」）
```
管領職事。以別儀領掌候者為悦（候）。
尚々不可有辞退之儀候也。
　八月廿四日　　　　　　　　御判（義教）
　　左兵衛佐（斯波義淳）殿
```

こうして将軍義教・満済の説得に根負けした義淳は20年ぶりに管領職に再任され、同月28日の義教の鎧着初式の日に新管領として初めて出仕し、評定始に臨む事となった。しかし、就任からわずか1年後の永享2年（1430年）9月頃までには早くも義淳は管領辞職を求め始めており、「将軍義教-管領義淳」の体制は不安定な状態の中での船出であった。

### 関東使対面問題
そんな不安定な将軍と管領の関係が最も顕著に表れたのが永享3年（1431年）3月からの将軍の関東使対面問題である。
室町将軍の代理として代々関東を治める鎌倉公方は、歴代に亘って京都の将軍に取って代わらんとする野望を持つ者が多かったが、当時の4代鎌倉公方足利持氏は歴代で最も露骨に将軍への野心を表した人物であった。特に義持没後に己を差し置き、籤引きによって新将軍を選定した事に対しては激しい不満を抱いていた。このため義教の将軍宣下の際も、その先例を無視して賀使を容易に送らず、また永享年号の改元に従わずに正長年号を使い続け、さらには京都扶持衆と呼ばれる関東における親幕府派への軍事的圧力や、京都の幕府の権限である鎌倉五山住持の任免を勝手に行うなど、徒に京都との対立姿勢を強めた。この幕府を無視した鎌倉府の姿勢に対して将軍義教は激しく憤り、京都と鎌倉の間にはかつて無い緊張感が高まる事となった。
この京都と鎌倉の対立に目をつけたのが持氏の叔父にあたる足利満直であった。満直は陸奥国篠川に屋形を構えて篠川御所と尊称され、鎌倉府における奥州統治の出先機関を担っていたが、この満直が持氏に代わって鎌倉公方に成らんとの野心を見せ始め、頻りに京都へ接近をはじめる事となる。この義教と満直の接近を憂慮したのが鎌倉では関東管領上杉憲実であり、京都では管領義淳であった。憲実は鎌倉は幕府と対決するつもりは無い旨を伝えるために、和睦の使節として鎌倉府の政所執事である二階堂盛秀を派遣する事を管領義淳を通じて幕府に知らせた。義淳はさらにこれを満済を通じて義教に伝えたが、逆に義教は反鎌倉の「同盟者」である満直へ関東使節と会うべきかどうかを尋ねた。
これに対して満直は将軍と関東使節との対面に反対の立場をとり、もし対面するにしても鎌倉に対して那須氏・佐竹氏・白河結城氏など京都扶持衆に対して軍事的行動を起こさぬように誓約した罰状（誓紙）を書かせるまでは対面しないで欲しいとの希望を伝え、義教もこれに同意して鎌倉が罰状を提出するまで対面しないとの返事を満直に送っている。このような情勢の中で、永享3年3月14日に関東使節二階堂盛秀は上洛を果たした。
3月20日、義教は管領の義淳に対し、これまで秘密裏に交渉してきた満直との「鎌倉の罰状提出の無くば使節と対面せず」の約定を満済を通じて通達するが、義淳は「天下泰平の為の使節にそのような誓書は要求出来ません。そもそも鎌倉と篠川の言い分は食い違いが多すぎるので、無条件で関東使節と対面すべきです」と主張し義教と義淳の意見は真っ向から対立した。とりあえず義淳は諸大名の意見を徴し、22日に再度満済と面会して諸大名の意見を伝えた。それによると概ね「管領が使節の遅延を責めたうえで、面会するべき」といった意見で、それ以外では山名時熙の「使節の申し出を聞いた上で幕府の態度を決めるべき」、畠山満則の「鎌倉府は義満公以来特別の待遇であるから面会するべき」といった具合であった。義淳から諸大名の意見を聞いた満済は「一番重要な罰状提出の有無の意見が無いではないですか。もう一度諸大名の意見を集めてください」と促し、義淳は再度諸大名の意見を集め始めた。この時前管領の畠山満家は「既に将軍が篠川と約束してしまった以上は鎌倉の罰状提出も仕方ないのではないか。その上で使節と対面するのが良いのでは」との意見を出すと、諸大名も満家のこの意見に賛成した。これこそ義教の望んだ答えであった為、満済は早速義淳に「満家殿の意見を諸大名の意見として将軍に取次いでください」と伝えたところ、義淳は「たとえ諸大名が罰状提出に賛成であっても、管領たる私は罰状提出に反対です」と答えて義教に上申する事を拒否した。満済は3月24日、3月28日、4月2日にも義淳に再考を望んだが、依然として義淳は頑なに拒否し続けた。
やむを得ず満済は4月4日になって義淳の反対意見と畠山満家以下他の諸大名の賛成意見が書かれた意見書を義教に上申し（本来は管領が諸大名の意見を取りまとめるため、別個の意見書は上申されない）、これを受けた義教は諸大名の意見を採用して、義淳に上洛中の二階堂盛秀に鎌倉の罰状提出を伝えるように指示した。ところが義淳はあくまでも罰状提出には反対の立場をとってこの命令を無視した。義教は4月10日になっても義淳が命令を実行していないことを知ると「将軍の命令を無視するとは以ての外である。管領の態度は尋常では無い」と激怒している（『満済准后日記』）。
その後も義教・満済と義淳の罰状提出を巡る攻防は数ヶ月にわたって繰り広げられたが、俄に九州において騒乱が起こり、6月28日には大友持直・少弐満貞の連合軍が筑前国深江にて大内盛見を敗死させる事態となった。このままでは九州の情勢が不安定な中で、鎌倉と対立する事になり、また一方で幕府内でも将軍と管領との対立が続く状況を憂慮した宿老の畠山満家や山名時熙は、7月10日に義教に対し義淳の要望どおり無条件で関東使節に対面する事を願った。ここに至って義教もついに折れ、義淳の望み通り無条件で関東使節と対面する事を決意し、7月19日に関東使節二階堂盛秀は義淳に伴われて義教と対面し、馬2頭・金太刀・鎧1領を献上した。次いで8月7日には盛秀を御所へ召して盃と刀を与え、鎌倉公方の持氏にも太刀1腰・鎧1領・盆・香合・食籠等を贈った。これにより形式上は京都と鎌倉の和睦が成る事となった。
しかし義教は義淳の意見に屈した事が余程痛恨事であったらしく、関東使節と対面した後に篠川満直に対して「管領をはじめ諸大名が頻りに鎌倉の使節と会うように申すので、力及ばず使節と対面してしまった」と弁明の書状を送っている（『満済准后日記』）。また同時に義淳に対する不満も増大させていく事になる。事実、関東使対面問題では義教に対して粘り勝ちを収めた義淳ではあったが、一連の問題で義教と徹底的に対立してしまった結果、徐々に幕政より締め出されていく事となる。

### 管領辞職
関東政策が落ち着いた同年9月頃より、義淳は管領辞職を度々申し出るようになる。義淳の管領辞職への意志は、管領の公務である賦手続を停止してでも訴える覚悟であった（『満済准后日記』）。義教や満済はこれを慰留させる為に宿老の山名時熙などを説得に当たらせたが、日を追う毎に義淳の管領辞任への意思は強まり、永享4年（1432年）4月8日には管領辞職を要請する為に満済を訪ねようとした義淳と出京途中の満済がばったりと遭遇し、慌てて逃げ出した満済一行を追いかけて管領辞職を強請する珍事も起こしている（『満済准后日記』）。
このように事あるごとに管領辞職を申し出る義淳であったが、それでも義教がその辞職を許さなかったのは、同年7月に行われる内大臣任官の大饗（祝賀会）を管領義淳に沙汰させようとした為であるといわれる。父義満の先例に倣う事が多かった義教にとって、自らの内大臣任官の大饗の沙汰役は斯波氏の管領でなければならず（義満が内大臣任官時の管領は義淳の祖父義将）、この為義淳に対して大饗が終わるまでは辞任の申し出を猶予するよう求めた。6月13日に嫡男であった義豊が18歳で死去した際も、義淳は大饗の慶事に憚りがあるといってこれを待たずに辞職を願ったが許されず、大饗を沙汰した。管領辞職は義教の左大臣昇任などにより、なおも延長させられ、最終的に義教が富士山遊覧から戻った後の10月10日にようやく辞職することを許された。なお翌日には尾張海東郡守護職を拝している（『看聞日記』）。

### 辞任後
管領を辞した後、義淳は夭折した嫡男義豊に代わって異母弟の持有を後嗣に定め、翌永享5年（1433年）4月には将軍臨席の猿楽興行に陪席し、猿楽興行が終了した後にかつて激しく対立した将軍義教を自邸に招いて一献を沙汰している（『満済准后日記』）。この後、義淳は病気がちとなり、同年11月に行われた幕府軍による叡山攻めは、病に伏していた事もあって後嗣持有と重臣の甲斐氏を出陣させた。しかしまもなく義淳が危篤に陥ると、義教は武衛家の家督継承に介入して持有を「器用の仁に非ず」と断じ、僧籍に入っていたもう1人の弟瑞鳳を還俗させて、斯波義郷として家督を相続させた。この将軍の家督介入人事が進められる中、やがて義淳は12月1日子の刻に死去した。享年37。法名は心照寺殿道忠淑良。『看聞日記』では義淳の死を「尤不便（まったく不憫な事だ）」と記している。

## 人物
- 武衛家（斯波本宗家）は足利一門で最も高い家格を有する家として知られ、朝鮮使節の宋希璟も「武衛は王の次人なり（義淳は将軍に次ぐ地位にある人物である）」と『老松堂日本行録』に書き記している。また上記の『看聞日記』にある記述のように、5代将軍死去の際には義淳が将軍家を継ぐのではないかという噂が流れるほどであった。
- 義淳は「犬鷹殺生（犬や鷹を用いた狩猟）」を好んだといわれる。『斯波家譜』（武衛家10代義敏の著）によると、慈悲心から（僧侶出身であるからか）将軍義教が狩猟の禁制を発したにもかかわらず、義淳の狩猟は止まなかったという。
- 祖父義将や父義重と同じく文化文芸に造詣があり、「数寄に惹かれた」人物であったという。応永年間に宋希璟を応接した際は地蔵を描いた水墨画への讃を数度求めたり（『老松堂日本行録』）、光範門院と将軍御台所の熊野詣の際には仮屋2棟を建て、風流な弁当箱を用意するなど善美を尽くしたものであった。その数寄好みは屋形の設え[14]から韈（足袋）の模様までに至った。この余りの数寄への傾倒ぶりを見かねた将軍義教からは度々諌められたようであるが、義淳の数寄好みは狩猟と同じく止むことが無かったとされる（『斯波家譜』）。
- 経済的に困窮しているという理由で都から領国へ下国しようとしたり、2度目の管領就任が打診されると隠居や下国を仄めかす等、奇矯な人物であったといわれる。斯波氏の執事である甲斐氏には管領の「器に非ず」と言われる有様であった。但し『満済准后日記』にもあるように管領就任固辞は義淳の一貫した意思であり、実際に己を「器に非ず」と「放言」した甲斐氏を伴って尚も管領就任拒否を伝えている事からも、一連の行動は管領職が義淳や武衛家全体にとって既に希求の対象では無く、むしろ在職することで家中への負担が増大するようなものになっていたことから、これを忌避する為の行動でもあったといわれる。
- 小泉義博は義淳の奇矯ぶりの原因として義淳に精神性疾患があるとした。このため、義淳は守護としての職務を十分に行えず、義教が義淳を管領にしたのも彼が政治的判断能力を有していないのを利用して管領の職務を無力化する目的があったからとする説を唱えた[15]。これについては、河村昭一は2度にわたって反論を示し[16]、義淳が風変わりな側面はあったものの、それを精神障害によるものとする評価は行き過ぎであるとして小泉説を批判した。
- 関東使節の対面問題では上記のように反篠川派として強硬に将軍と対立し、「生涯をかけて（命がけで）」義教を諫めた（『看聞日記』）。ここまで義淳が頑強に抵抗した理由は、篠川満直の野望を危惧したこともあろうが、その存在が一族の奥州探題大崎氏の権益を脅かすものであったためではないかとされる[17]。

## 官歴
※日付＝旧暦
- 応永14年（1407年）：元服。従五位下治部大輔に任官。
- 応永16年（1409年）：8月、管領に任ぜられる。
- 応永17年（1410年）：6月、管領を辞する。
- 応永25年（1418年）：8月、武衛家家督を継承。越前・尾張・遠江守護に任ぜられる。左兵衛佐に昇る。従四位下に昇叙か。
- 永享元年（1429年）：8月24日、管領に再任。
- 永享4年（1432年）：10月10日、管領を辞する。
- 永享4年（1432年）：10月11日、海東郡（尾張）守護を兼任する。

## 偏諱を受けた人物
- 織田淳広（尾張守護代）
- 大宝寺淳氏（出羽の大身）